# Navares de Ayuso
Navares de Ayuso è un comune spagnolo di 93 abitanti situato nella comunità autonoma di Castiglia e León.